# سازمان آتش‌نشانی

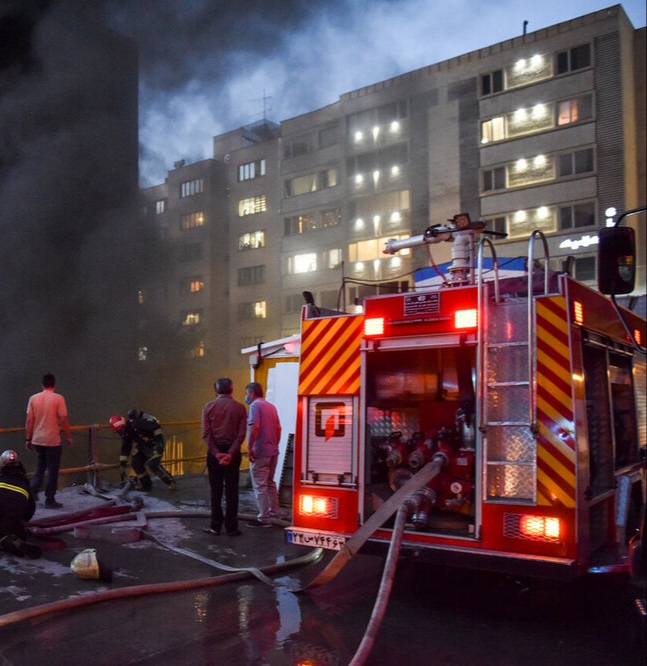
آتش نشانان در حال مقابله با آتش در شیراز

سازمان آتش‌نشانی یک سازمان دولتی است که در ایران زیر نظر شهرداری هر شهر فعالیت می‌کند. این سازمان وظیفه مقابله با آتش و برخی دیگر از سوانح و حوادث مانند تصادف، گیر کردن در کوهستان، چاه، آسانسور و… را بر عهده دارد.

## شرح وظایف

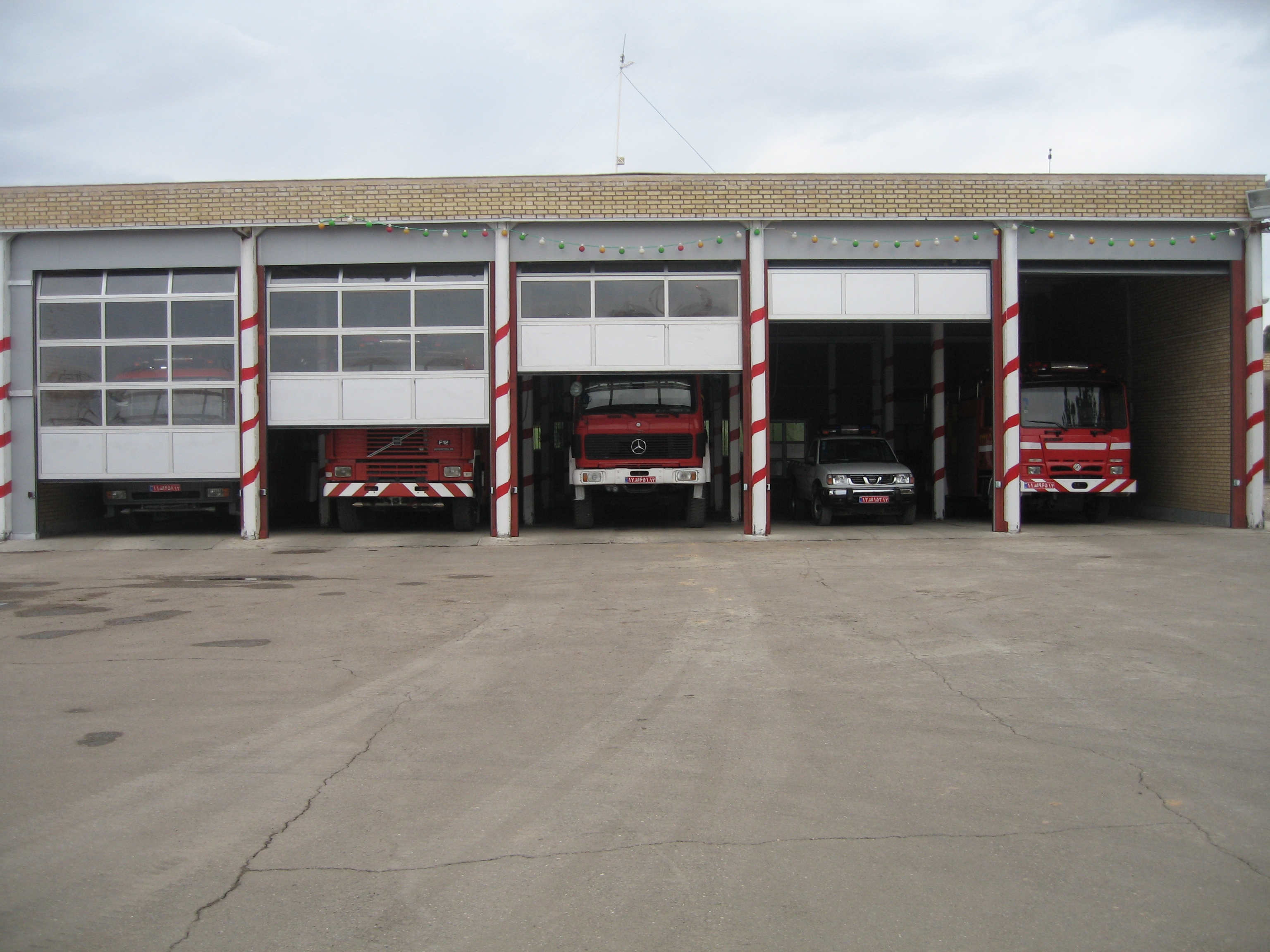
یک ایستگاه آتش‌نشانی

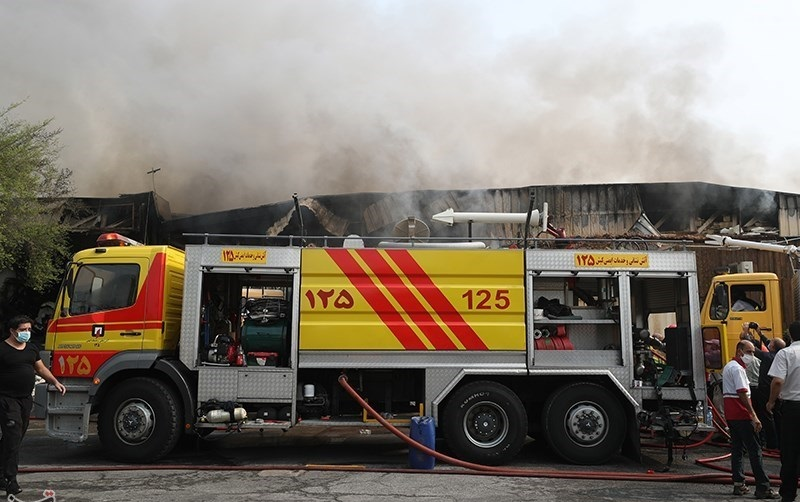
یک ماشین آتش‌نشانی در ایران

در تمام کشورها از جمله ایران، وظیفه آتش‌نشانی فقط به مبارزه با حریق خلاصه نمی‌شود. سازمان آتش‌نشانی و خدمات ایمنی ایران، شرح وظایف خود را اینگونه تعریف کرده‌است:
1. مقابله با هرگونه آتش‌سوزی
2. نجات محبوس شدگان در زیر آوار ساختمان، خودروی تصادفی، آسانسور و…
3. مقابله و پیشگیری از سقوط اجسام و درخت از ارتفاع و احتمال خطر برای شهروندان
4. نجات سقوط کنندگان در چاه، کانال آب، رودخانه، سد، استخر و…
5. مقابله با حیوانات وحشی و موذی
6. نجات مصدومین حوادث چرخ گوشت، حلقه‌های فلزی، تسمه نقاله، دستگاه‌های برش و کارخانه‌ای
7. کلیه موارد دیگری که در آن جان و مال شهروندان در معرض خطر می‌باشد.
8. پیشگیری از وقوع آتش‌سوزی در کلیه تصرفات شهری
9. مقابله با حوادث مواد شیمیایی خطرناک (هزمت HAZMAT)

علاوه بر این، آتش‌نشانی وظایف جنبی دیگری نیز دارد که تعیین صلاحیت و ایمنی برخی شرکت‌ها، افراد و ساختمان‌ها از آن جمله‌است.

## تاریخچه آتش‌نشانی در ایران

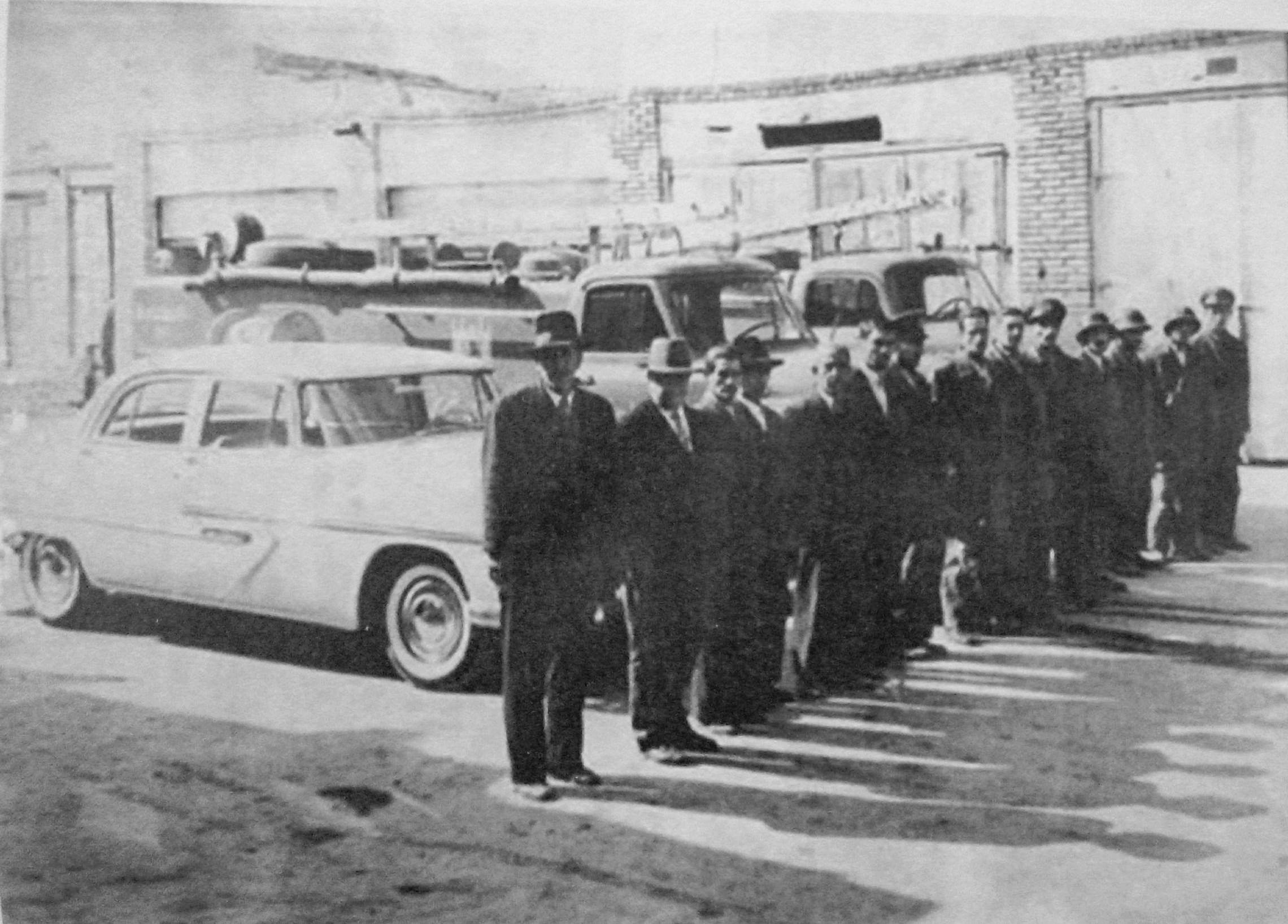
آتش‌نشانی تبریز در ۲۱ آذر ۱۳۲۸.

نخستین شهر کشور که به تجهیزات و سازمان آتش‌نشانی مجهز شد، شهر تبریز بود. در سال ۱۲۲۱ خورشیدی، روسها در این شهر نخستین سازمان آتش‌نشانی ایران را تأسیس نمودند که برج آتش‌نشانی تبریز از یادگارهای آن دوران است. دومین و سومین واحدهای آتش‌نشانی رسمی در جنوب کشور و در شهرهای مسجد سلیمان و آبادان برای حفظ تأسیسات ایجاد شده در پالایشگاه آن شهرها تأسیس شد. سپس با توجه به ایجاد زیر ساخت‌های اقتصادی در اقصی نقاط کشور، ایجاد واحدهای اطفایی در مناطق مختلف کشور آغاز گردید که می‌توان به احداث واحدهای آتش‌نشانی (اطفائیه) در بلدیه‌های آن زمان نام برد که در قطب‌های اقتصادی و صنعتی کشور ایجاد شده و به‌طور مثال احداث پایگاه‌هایی در تهران ۱۳۰۳، قزوین ۱۳۰۳، اهواز ۱۳۰۴، بندر انزلی ۱۳۰۵، شهر رشت ۱۳۰۵، مشهد ۱۳۱۲، کرمانشاه ۱۳۱۶، زنجان ۱۳۲۷، اصفهان ۱۳۲۸، شیراز ۱۳۲۹و کرج ۱۳۴۰ نام برد.
در تهران نیز اولین‌بار، یک ژنرال روس در محل سه‌راه امین‌حضور، اقدام به تأسیس اولین ایستگاه آتش‌نشانی نمود و بعدها با گسترش همین واحد و انتقال آن به چهارراه حسن‌آباد، واحد اطفائیه بلدیه تأسیس گردید. به تدریج با افزایش نیازهای شهر تهران این واحد به دو ایستگاه تهران و شمیرانات توسعه پیدا کرد. در سال ۱۳۲۶ این ایستگاه‌ها به پنج ایستگاه افزایش یافت
و امروزه تعداد ایستگاه‌های حریق تهران در حال رسیدن به 133 مورد است.

## نقشه ذهنی ماموریت‌های سازمان آتش‌نشانی
ماموریت یک سازمان فلسفه وجودی و چرایی فعالیت آن است. هر سازمانی در پاسخ به یک سری نیاز ایجاد می‌شود و هدف آن رفع آن نیاز می‌باشد بنابراین قبل از هر اقدام باید مشخص شود چه نیازهایی منجر به تشکیل سازمان گردیده‌است! دراکر می‌گوید طرح این پرسش «فعالیت ما چیست؟» مترادف با پرسش «مأموریت ما چیست؟» است. به عبارتی بیانیه مأموریت سازمان جمله یا عبارتی است که به وسیله آن مقصود یک سازمان از مقصود سازمان مشابه متمایز می‌شود و آن بیان کننده علت وجودی یک سازمان است. سازمان‌های آتش‌نشانی برای رسیدن به اهداف خود وظایف و مسئولیت‌هایی را بر عهده خواهند داشت. در این بین از مهم‌ترین ماموریت‌های سازمانی در مدیریت راهبردی آتش‌نشانی می‌توان موارد زیر را نام ببریم. پرداختن به اموری خارج از موارد زیر نمی‌تواند باعث توسعه ایمنی شهری و ارتقاء فرهنگ ایمنی حریق گردد.

## حرفه آتش‌نشان

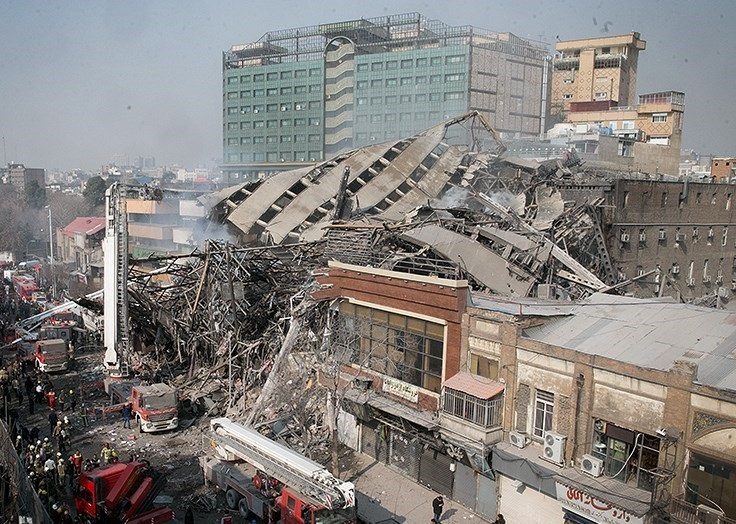
آوار ساختمان پلاسکو پس از آتش‌سوزی

سازمان‌های آتش‌نشانی با هدف اصلی نجات جان و اموال انسان‌ها تشکیل شده‌اند بنابراین یک آتش‌نشان قادر است در بحرانی‌ترین شرایط محیطی و زیان آورترین شرایط کاری به یاری حادثه دیدگان بشتابد.
با توجه به آمارهای حریق و حوادث، تعداد مصدومین و فوت شدگان مأموران آتش‌نشان در طی سالیان اخیر نگران‌کننده است چرا که آتش نشانان در محیط‌های پر مخاطره‌آمیز و از جمله انفجارات به امدادرسانی و عملیات می‌پردازند، لذا آسیب‌پذیری آنان در حد بالایی است. علاوه بر این، عوارض و مخاطرات شغلی در حرفه آتش‌نشانی با بروز و تشدید انواع بیماری‌های جسمی و روانی جلوه می‌کند. بر این اساس مهم‌ترین وظیفه آتش نشانان شامل آماده باش شبانه‌روزی برای شرکت در حوادثی که جان انسان در خطر باشد، انجام عملیات نجات و امداد در حوادثی که جان حیوانی در خطر باشد، شرکت فعال در حوادث طبیعی به منظور یاری رساندن به هموطنان، اداره کردن و مهار آتش‌سوزی‌ها در صنایع و اماکن مختلف، بررسی علل حریق و حوادث در شرایط محیطی متفاوت و همراه با مخاطرات گوناگون می‌شود.
به این ترتیب آتش نشانان در هر مأموریت به‌طور معمول در معرض چندین عوارض از جمله عوارض ناشی از استرس رانندگی و ترافیک، عوارض ناشی از اثرات دود و گازهای سمی در محل‌های عملیات، عوارض ناشی از صدای آژیر، بلندگو و نور چراغ گردان، عوارض ناشی از ترشح هورمون‌های دفاعی و آمادگی بدن در برابر حوادث، اثرات ناشی از حرارت در محل حریق، عوارض ناشی از تماس یا جذب مواد شیمیایی از طریق پوست، عوارض ناشی از صدمات فیزیکی در حین انجام وظیفه، عوارض ناشی از دریافت پرتوهای یونساز و تشعشعات رادیواکتیویته قرار می‌گیرند.
علاوه بر این، آتش نشانان در هنگام انجام عملیات نجات و امداد در معرض عوارضی نظیر رویت صحنه‌های دلخراش و تألم آور، عوارض ناشی از وقوع انفجار در صحنه حادثه، عوارض ناشی از مسائل ارگونومی وسایل و تجهیزات و ماشین آلات، عوارض ناشی از انجام خدمت به صورت شیفتی، عوارض ناشی از عدم تغذیه صحیح و متناسب با حرفه، عوارض ناشی از استرس پس از حادثه، عوارض ناشی از کار کردن در محیط‌های آلوده، عوارض ناشی از کار کردن در محیط‌های مرطوب نیز قرار می‌گیرند.
براساس آمار سال‌های ۷۶ تا ۸۱ در رابطه با خسارات جانی و مصدومین ناشی از شرکت در عملیات آتش‌نشانی، بیشترین مصدوم ناشی از شرکت در عملیات حریق و نجات مربوط به سال ۸۱ با تعداد ۶۳ مصدوم حریق و ۱۲ مصدوم نجات بوده‌است؛ بنابراین گزارش، وجود فاکتورهایی شامل سرو صدا، محیط عفونت زا و آلوده، مواد شیمیایی و گازهای سمی، مواد رادیواکتیو، کار در محیط غیر متعارف (کم نور وپر نور)، وجود ذرات معلق در هوا، کار در شرایط جوی نامساعد، کار در ارتفاع، ریزش و برخورد اجسام خارجی، انفجار، خطر برق، سطوح شیب دار و لغزنده، کار در فضای مسدود و غیر متعارف، کار در اعماق، کار در محیط‌های با حرارت بالا، جابجا کردن قطعات سنگین، کار در فضای باز، کار در محیط‌های مرطوب، کار در محیط‌های متعفن و نامطبوع، کار در شرایط روحی نامساعد از مهم‌ترین عواملی است که شرایط محیط کار آتش نشانان را از حالت عادی خارج می‌کند.
بر این اساس، مقایسه فاکتورها و عوامل زیان‌آور در محیط کار با شرایط ویژه شغل آتش‌نشانی گواه آن است که کلیه فاکتورها و عوامل مذکور در حرفه آتش‌نشانی وجود داشته ضمن اینکه فاکتورهای دیگری نیز وجود دارد که در قوانین موضوعه لحاظ نشده‌است لذا یک آتش‌نشان در هر حادثه حداقل ۱۰ مورد از عوامل زیان‌آور را لمس می‌کند همچنین آتش‌نشان در طول خدمت با تمامی فاکتورهای زیان‌آور در صحنه‌های عملیات و امدادرسانی مواجه است.

## روز آتش‌نشانی در ایران
در ایران روز ۷ مهر هر سال توسط حکومت این کشور به عنوان روز آتش‌نشانی و ایمنی نام گزاري شده‌است. این نامگذاری در یادبود آتش‌سوزی بزرگ پالایشگاه آبادان در سال ۱۳۵۹ بر اثر حملهٔ هوایی ارتش عراق صورت گرفته که در آن تعداد زیادی از آتش‌نشانان آبادان کشته شدند. در سال ۱۳۷۹ «ستاد هماهنگی امور ایمنی و آتش‌نشانی‌کشور» پیشنهاد نامگذاری این روز را با عنوان روز آتش‌نشانی و ایمنی مطرح کرد که به تصویب شورای عالی انقلاب فرهنگی رسید.